# Luodon saaristo
Luodon saaristo este o arie protejată (arie specială de conservare — SAC, sit de importanță comunitară — SCI, arie de protecție specială avifaunistică — SPA) din Finlanda întinsă pe o suprafață de 14.460 ha, integral pe uscat.

## Localizare
Centrul sitului Luodon saaristo este situat la coordonatele 63°49′58″N 22°36′51″E / 63.8328°N 22.6142°E.

## Înființare
Situl Luodon saaristo a fost declarat sit de importanță comunitară în august 1998 pentru a proteja 53 de specii de animale. Alte tipuri de protecție:
- arie de protecție specială avifaunistică (în august 1998)[2]
- arie specială de conservare (în aprilie 2015)[1][3][4]

## Biodiversitate
Situată în ecoregiunea boreală, aria protejată conține 21 de habitate naturale: Păduri caducifoliate de mlaștină fino-scandinave, Mlaștini împădurite, Vegetație perenă pe țărmurile stâncoase, Bancuri de nisip acoperite în permanență slab de apă marină, Lagune de coastă, Recifuri, Faleze cu vegetație de pe coastele atlantice și baltice, Insulițe și insule mici din Baltica boreală, Pășuni de coastă din Baltica boreală, Litoraluri nisipoase din Baltica boreală cu vegetație perenă, Dune mobile de-a lungul țărmului cu Ammophila arenaria („dune albe”), Dune de coastă fixe cu vegetație erbacee („dune gri”), Dune împădurite din regiunile atlantică, continentală și boreală, Lacuri și iazuri distrofice naturale, Pajiști uscate europene, Pajiști fino-scandinave uscate până la mezice, bogate în specii de altitudine mică, Mlaștini turboase de tranziție și turbării mișcătoare, Pante stâncoase silicioase cu vegetație casmofită, Păduri naturale în etape succesive primare ale suprafețelor emergente de coastă, Păduri fino-scandinave bogate în ierburi cu Picea abies, Pășuni din zone de pădure fino-scandinave.
La baza desemnării sitului se află mai multe specii protejate:
- păsări (52): minunița (Aegolius funereus), alca (Alca torda), rață sulițar (Anas acuta), pietruș (Arenaria interpres), ciuf de câmp (Asio flammeus), rața moțată (Aythya fuligula), Aythya marila, Branta leucopsis, buha (Bubo bubo), Calidris alba, bătăuș (Calidris pugnax), fugaci pitic (Calidris temminckii), Cepphus grylle, erete de stuf (Circus aeruginosus), erete vânăt (Circus cyaneus), gușă vânătă (Cyanecula svecica), lebădă de iarnă (Cygnus cygnus), ciocănitoare neagră (Dryocopus martius), șoim de iarnă (Falco columbarius), vânturel roșu (Falco tinnunculus), muscar (Ficedula parva), cufundar polar (Gavia arctica), cufundar mic (Gavia stellata), ciuvică (Glaucidium passerinum), cocor (Grus grus), Hydrocoloeus minutus, pescăriță mare (Hydroprogne caspia), sfrâncioc roșiatic (Lanius collurio), Larus fuscus fuscus, pescăruș râzător (Larus ridibundus), Lyrurus tetrix tetrix, rață pestriță (Mareca strepera), rață catifelată (Melanitta fusca), Mergellus albellus, codobatura galbenă (Motacilla flava), pietrar sur (Oenanthe oenanthe), pitulice verzuie (Phylloscopus trochiloides), ciocănitoare de munte (Picoides tridactylus), ciocănitoare verzuie (Picus canus), corcodel-urechiat (Podiceps auritus), corcodel-cu-gât-roșu (Podiceps grisegena), Polysticta stelleri, eider (Somateria mollissima), Spatula clypeata, chiră de baltă (Sterna hirundo), Sterna paradisaea, huhurezul mic (Strix uralensis), Surnia ulula,  cocoș de munte (Tetrao urogallus), fluierar de mlaștină (Tringa glareola), fluierarul cu picioare roșii (Tringa totanus), Xenus cinereus
- mamifere (1): veveriță zburătoare siberiană (Pteromys volans)

Pe lângă speciile protejate, pe teritoriul sitului au mai fost identificate 1 specie de plante, 26 de specii de păsări, 1 specie de nevertebrate.